# Бергель, Константин Владиславович
Константин Владиславович Бергель  (XIX век или 30 августа 1855, Варшава — 1939, Польша) - русский и польский морской офицер, вице-адмирал (1913). Начальник Амурской речной флотилии.              

## Биография
Родился в Варшаве 30 августа 1855 году. Окончил Морской корпус в 1876 году. Произведен в мичманы в 1877 году. Плавал вахтенным начальником и ревизором на кораблях Черноморского Флота. Произведен в лейтенанты в 1882 году. Служил в Добровольческом флоте в 1880-1884 годах, совершил 6 плаваний с Черного моря во Владивосток. Прослушал краткий курс по минному делу (1890), курс по штурманского дела (1891). 
Плавал на Черном и Средиземном морях в 1891-1908 годах на кораблях «Рени», «Георгий Победоносец». В 1900 году член ревизионной комиссии Морской библиотеки имени М. П. Лазарева. Произведен в капитаны II ранга в 1894 году. Командир шхуны «Ингул» в 1897—1898 годах. Командир «Дунай». Командир канонерской лодки «Запорожец» с 6.12.1899 по 1901 год. Произведен в капитаны  I ранга в 1902 году. Командир эскадренного броненосца «Чесма» с 23.12.1903 года. 
Морской агент в Турции в 1903 году. 
Зачислен слушателем в Николаевскую Морскую Академию. Выпущен в 1908 году. Назначен командующим отрядом минных судов Черного моря. Переведён на Балтийский флот в 1909 году. Произведён в контр-адмиралы в 1910 году и назначен Начальником Амурской речной флотилии. Состоял членом Особого комитета по организации прибрежной обороны. Переведен на Балтийский флот в 1913 году. Уволен от службы в 1913 году с присвоением чина вице-адмирал .
В эмиграции в Польше, в 1920-х годах служил в польском флоте. Умер 1939 году в Польше.

## Награды
Награждён орденами: 
- Орден Святой Анны 2-й степени(1901),
- Орден Святого Владимир 4-й степени с бантом(1901),
- Орден Святого Владимира 3-й степени(1907),
- Орден Святого Станислава 4-й степени(1911).